# İlia Davidenok
Ïlya Gennadjevïç Davïdenok (Kazachs: Илья Геннадьевич Давиденок) (Alma-Ata, 19 april 1992) is een Kazachs wielrenner die anno 2019 rijdt voor Shenzhen Xidesheng Cycling Team. Van 2012 tot en met 2014 reed hij voor Continental Team Astana, de opleidingsploeg van de World Tour-formatie Astana. Hij mocht in 2014 tevens stage lopen bij Astana, maar dwong hier geen contract af.

## Carrière
Op 16 oktober 2014 werd bekend dat Davïdenok op 27 augustus van datzelfde jaar een "non-negative" test op het gebruik van anabole steroïden had afgeleverd. Hij liep op dat moment stage bij de World Tour-ploeg Astana. Dit was de derde van in totaal vijf dopinggevallen bij Astana en haar opleidingsploeg in een paar maanden tijd. Eerder testten de broers Valentin en Maksim Iglinski al positief, later zouden Viktor Okisjev en Artwr Fedosejev hetzelfde doen.
In februari 2016 werd Davïdenoks schorsing definitief: hij werd door de UCI met terugwerkende kracht voor twee jaar geschorst. Daarnaast werden zijn resultaten in de Ronde van het Qinghaimeer van 2014 geschrapt. Zijn schorsing liep af op 15 oktober 2016, waarna hij een contract tekende bij RTS-Monton Racing Team. Zijn debuut voor de Taiwanese ploeg maakte hij in de Ronde van Hainan, waar hij in de zesde etappe op de negende plaats eindigde. In 2017 maakte hij de overstap naar het Iraanse Tabriz Shahrdary Team. Namens die ploeg werd hij dat jaar onder meer zesde in het eindklassement van de Ronde van Kumano en, achter Rob Ruijgh, tweede in dat van de Ronde van Iran. Wel schreef hij in Iran zowel het berg- als het jongerenklassement op zijn naam.

## Overwinningen
2011
2e etappe deel A Vuelta Independancia Nacional
2014
 Kazachs kampioen op de weg, Elite
10e etappe Ronde van het Qinghaimeer
Eindklassement Ronde van het Qinghaimeer
4e etappe Ronde van de Toekomst
2017
Berg- en jongerenklassement Ronde van Iran
2018
Eind- en puntenklassement Ronde van Fuzhou
2019
1e etappe Ronde van Fuzhou

## Ploegen
- 2012 –  Continental Team Astana
- 2013 –  Continental Team Astana
- 2014 –  Continental Team Astana
- 2014 –  Astana Pro Team (stagiair vanaf 1-8)
- 2016 –  RTS-Monton Racing Team (vanaf 19-10)
- 2017 –  Tabriz Shahrdary Team
- 2018 –  Apple Team
- 2019 –  Shenzhen Xidesheng Cycling Team

Axmetov · Ayazbajev · Benfatto · Bïjigitov · Davïdenok · Fedosejev · Gackïy · Galejev · Ïşanov · Koelimbetov · Majdos · Okïşev · Panassenko · Pernebekov · Qojatajev · Rive · Scartezzini · Semenov · Şemyakïn
Agnoli · Aru · Božič · Brajkovič · Dyaçenko · Fominykh · Fuglsang · Gasparotto · Gavazzi · Groezdev · Guardini · Guarnieri · Hryvko · Huffman · V.Iglinski · M.Iglinski · Kamışev · Kangert · Kessiakoff · Landa · Loetsenko · Moeravjov · Nibali · Scarponi · Tiralongo · Tlewbajev · Vanotti · Westra · Zejts · Ayazbajev (stagiair) · Davïdenok (stagiair) · Qojatajev (stagiair)
Adïlov · Ayazbajev · Davïdenok · Fedosejev · Galejev · Gackïy · Gladïlïn · Gorbwşïn · Lavrentev · Lwkyanov · Rïve · Şşerbïnïn · Wsmanov · Zaycev · Zemlyakov